# Liste von Libellenbrunnen
In dieser Liste sind Libellenbrunnen aufgeführt, also Brunnen im öffentlichen Raum, die Libellen zum Thema haben.

## Deutschland
| Bezeichnung                                      | Bild           | Standort         | Künstler     | Errichtung Einweihung | Weitere Informationen                                           |
| ------------------------------------------------ | -------------- | ---------------- | ------------ | --------------------- | --------------------------------------------------------------- |
| Libellenbrunnen (Stuttgart) („Relenbergbrunnen“) | weitere Bilder | Stuttgart (Lage) | Emil Kiemlen | 1904                  | siehe auch Liste der Kulturdenkmale in Stuttgart-Nord#Relenberg |

## Weitere
| Bezeichnung                   | Bild | Standort              | Staat   | Künstler | Errichtung Einweihung | Weitere Informationen                                            |
| ----------------------------- | ---- | --------------------- | ------- | -------- | --------------------- | ---------------------------------------------------------------- |
| Libellenbrunnen (Breitenbach) |      | Breitenbach SO (Lage) | Schweiz |          | 1986                  | siehe auch Libellenbrunnen Breitenbach auf schwarzbubenland.info |